# Harrisimemna
Harrisimemna là một chi bướm đêm thuộc họ Noctuidae.

## Các loài
- Harrisimemna trisignata Walker, 1856